# Sam Heughan
Sam Heughan, född 30 april 1980 i New Galloway i Storbritannien, är en skotsk skådespelare, producent, författare och entreprenör.
Han är främst känd för sin huvudroll som Jamie Fraser i det historiska dramat Outlander (2014-idag), som han erhållit ett flertal utmärkelser för, bl a: People’s Choice Award for Favorite Cable Sci-Fi/Fantasy TV Actor och Saturn Award for Best Actor on Television och även en nominering till Critics Choice Television Award for Best Actor in Drama Series.
Heughan har också medverkat i ett flertal filmer, bl a spionkomedin The Spy Who Dumped Me (2018), superhjältefilmen Bloodshot (2020), thrillern SAS: Red Notice (2021) samt To Olivia (2021) där han spelar Paul Newman.
Han har nominerats till Laurence Olivier Award for Most Promising Performer för sin roll i teateruppsättningen Outlying Islands på The Royal Court Theatre Upstairs. I juni 2019 utnämndes han till hedersdoktor vid University of Stirling ”För sitt enastående bidrag för skådespeleriet och hårda arbete med välgörenhet”. Sin andra titel som hedersdoktor fick han i juli 2019 vid University of Glasgow, som erkännande för hans framgång som skådespelare och arbetet med välgörenhet.
Heughan tog examen vid Royal Scottish Academy of Music and Drama i Glasgow år 2003 och har bland annat medverkat (2007) i episoden King’s Crystal i den tionde säsongen av Morden i Midsomer). Han är främst känd som Jamie i Tv-serien Outlander (2014)

## Filmografi (i urval)
- 2013 – Emulsion
- 2014 – Outlander (TV-serie)
- 2018 – The Spy Who Dumped Me
- 2020 – SAS: Red Notice
- 2020 – Bloodshot
- 2020 – An Unquiet Life
- 2022 – Suspect (TV-serie)